# مرو (بروجرد)
مرو Maru روستایی است از توابع شهرستان بروجرد در استان لرستان. این روستا در دهستان دره‌صیدی در بخش مرکزی این شهرستان قرار دارد.

## جمعیت
بنابر سرشماری مرکز آمار ایران، جمعیت مرو در سال ۱۳۸۵ برابر با ۱۸۴ نفر بوده‌است که از این میان ۸۷ نفر مرد و بقیه زن بوده‌اند. این روستا ۴۹ خانوار دارد.